# ミンスク地下鉄

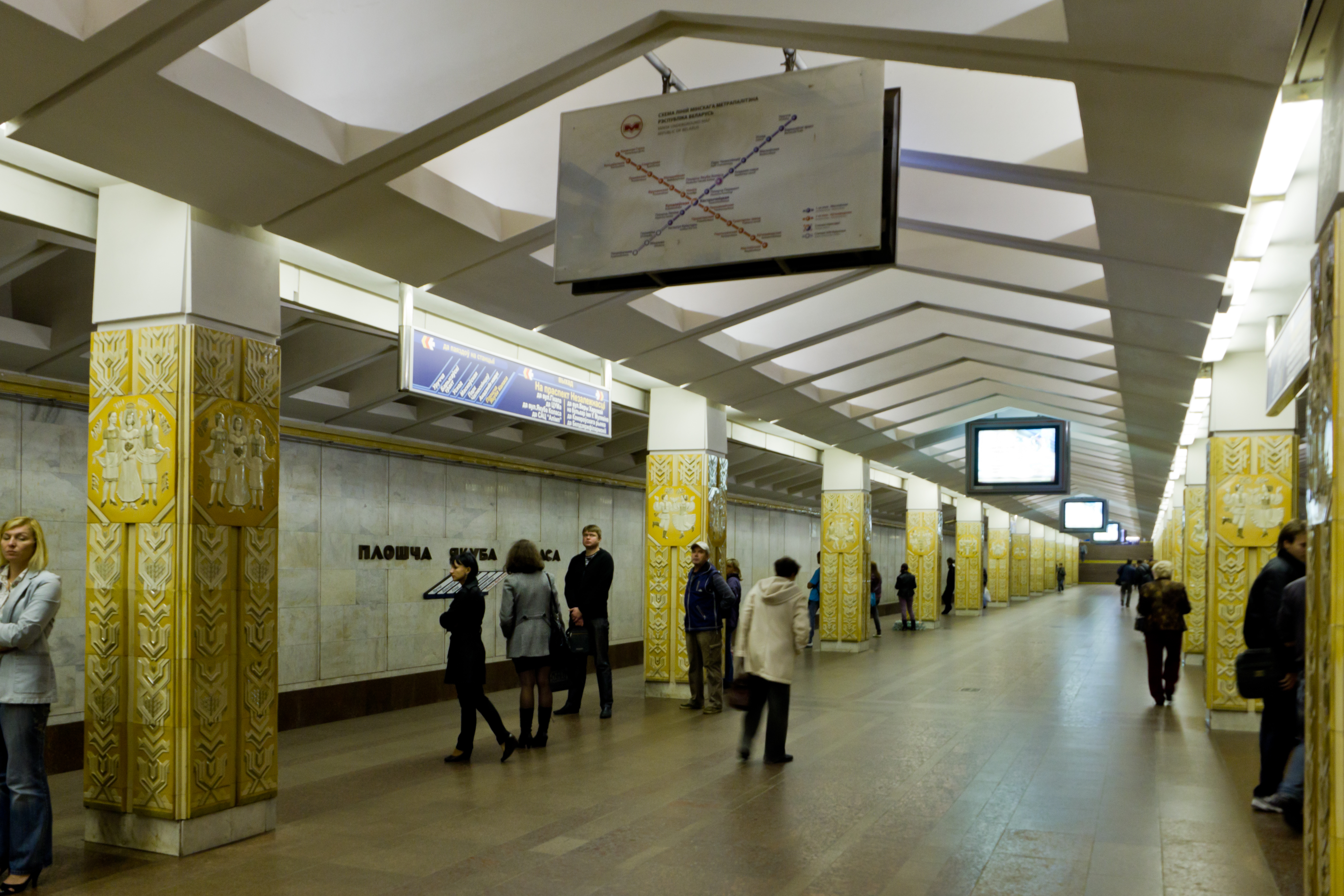
1号線のヤクブ・コラス駅

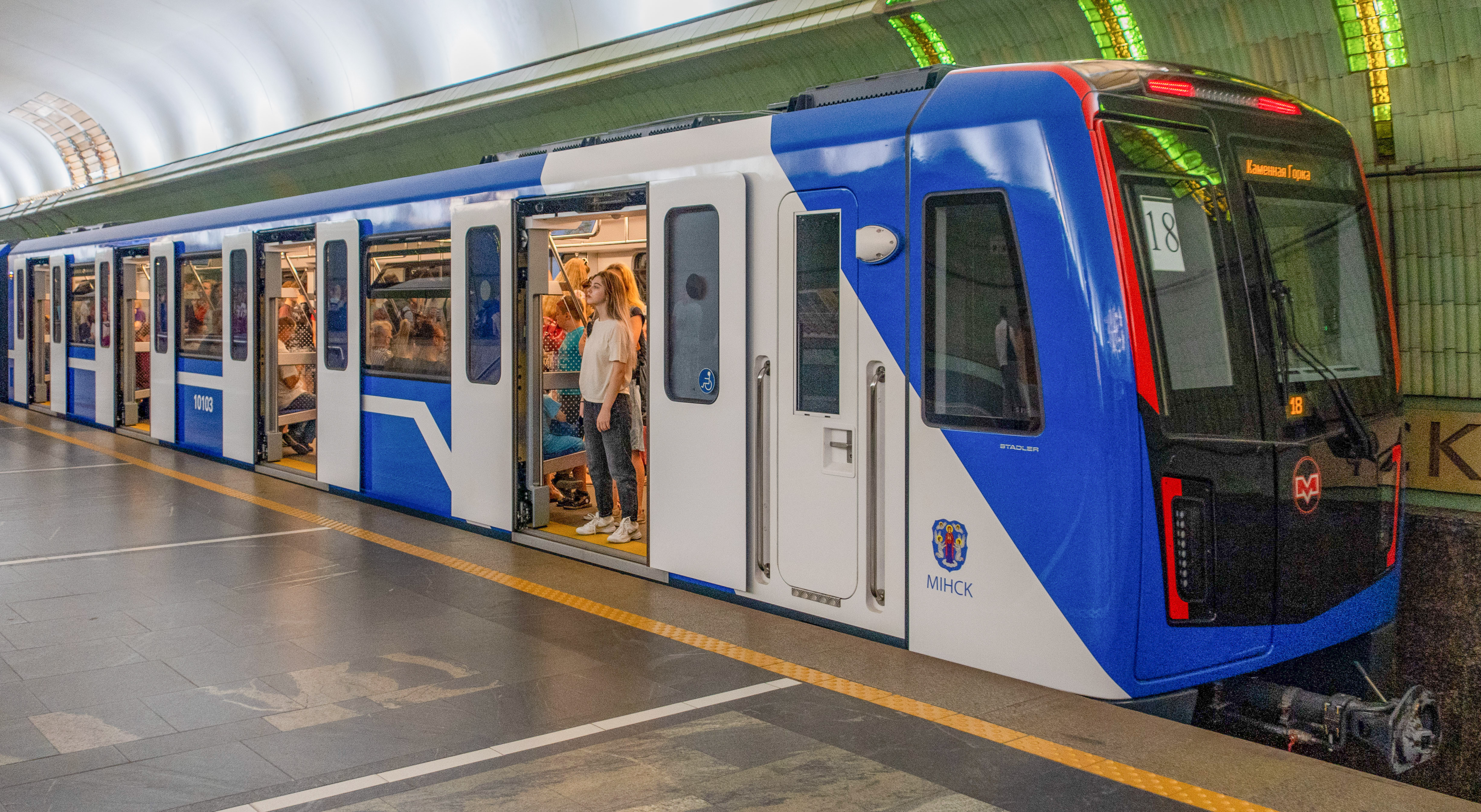
車両

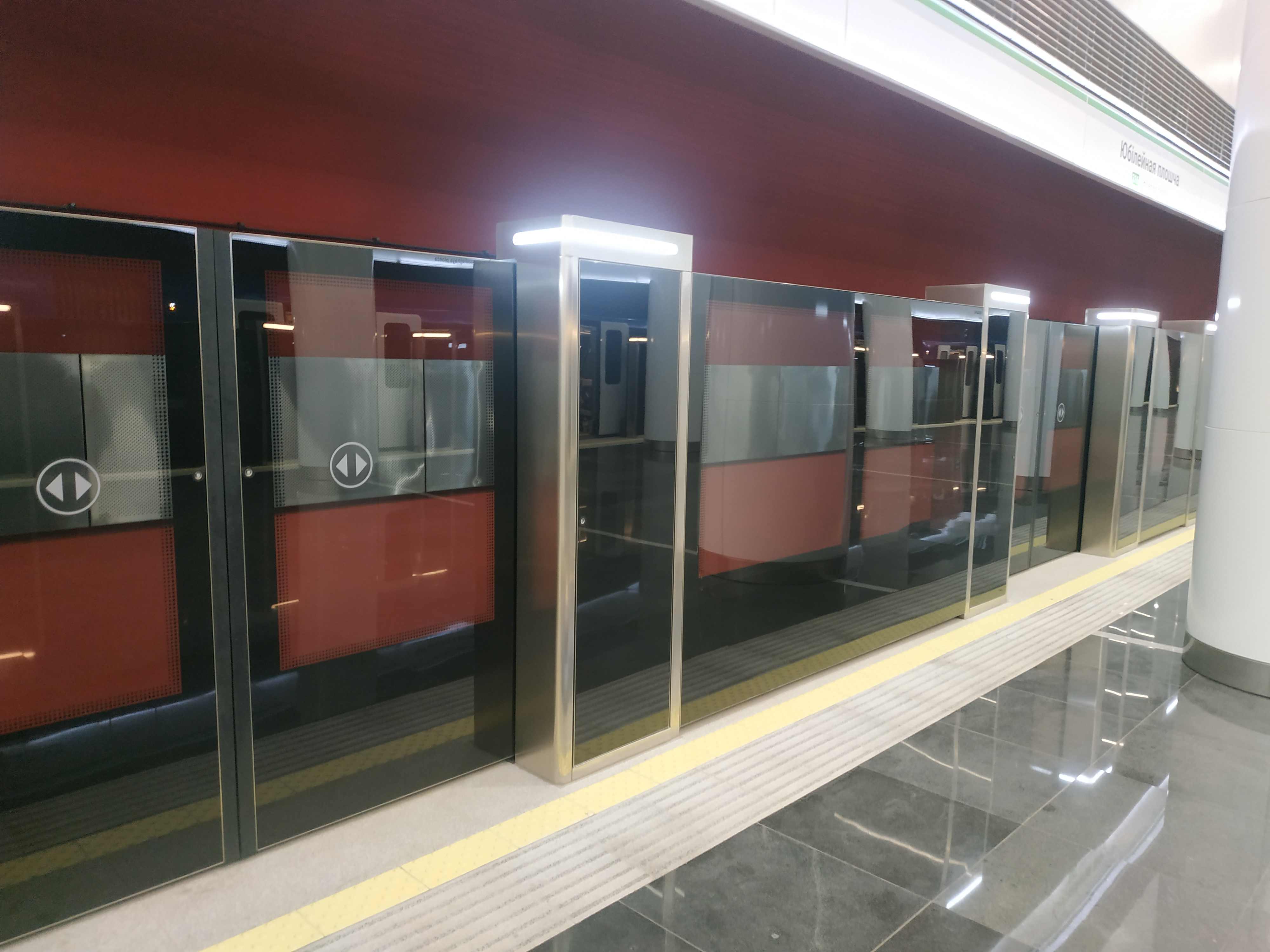
3号線のスクリーンドア

3号線を含む延伸計画

ミンスク地下鉄 (Minsk Metro、ベラルーシ語: Мінскі метрапалітэн, ロシア語: Минский метрополитен)は、ベラルーシの首都ミンスクを走る地下鉄である。1984年に開業し、現在は3路線36駅約45kmが運行されている。2013年には、1日当たりの利用者数は約90万人であった。

## 路線と駅
| # | 名前                                           | 開業   | 長さ    | 駅 |
| - | ---------------------------------------------- | ------ | ------- | -- |
| 1 | マスコウスカヤ線 (Маскоўская)                  | 1984年 | 19.1 km | 15 |
| 2 | アウタザヴォーツカヤ線 (Аўтазаводская)         | 1990年 | 18.1 km | 14 |
| 3 | ジェリェナルージスカヤ線 (Зеленалужская лінія) | 2020年 | 7.8 km  | 7  |
|   | 合計                                           |        | 40.8 km | 33 |

## 歴史
1950年代から1970年代にかけて、市の人口は100万人以上に急増し、1960年代後半に高速輸送機関の計画が持ち上がった。1977年6月に建設が始まり、1984年6月30日にソビエト連邦で9番目の地下鉄として開業した。当初は8駅であったが、後に延長され現在は3路線36駅にまで拡張されている。
ソビエト連邦の崩壊にもかかわらず、ミンスク地下鉄の建設は1990年代を通して続いた（これに対して、エレバン地下鉄やサマーラ地下鉄の計画は、財政上の理由から中止された）。これは、ベラルーシの民主化の進度が遅くソビエト流の計画経済に固執していたからだとする専門家もいる。結果的に地下鉄の建設は驚くほどスムーズに進行した。例えば、アウタザヴォーツカヤ線の完成は2006年を予定していたが、2005年末に早まった。またマスコウスカヤ線の北方への延伸も当初の2008年の予定から2007年11月に繰り上げられた。

## 運営
ミンスク市の地勢は平坦であり、障害となるような地下水脈もない。そのため、ミンスク地下鉄の全ての駅は地下にあるが、ソビエト連邦の他都市の地下鉄に見られるような大深度の駅はない。現在の25の駅のうち、16駅がピラースパン型、9駅がボールト型である。また、他のソビエト連邦の地下鉄と同様に、駅の内部はデザイン性が高い。1号線にはベラルーシ伝統のモチーフが使われたり社会主義リアリズムの装飾を施した駅が多い。2号線はポストモダン風の装飾をした駅が見られる。

## 拡大
1号線のマスコウスカヤ線南西部延伸は2012年11月に3駅、2014年6月に1駅開業した。2号線のアウタザヴォーツカヤ線の整備は完了しており、今のところ延伸予定は無い。
2013年以降、整備の中心は市の南方から中心部を通り、既存の路線と2つの乗り換え駅を作って北東に抜ける3号線（ジェリェナルージスカヤ線）の建設である。工事は当初、2011年から開始される予定が2013年に遅れて2020年に一部開業、2024年12月にも3駅延伸された
4つめの路線は、2020年以降に着工される予定である。この路線は市の南東部と北西部の居住区を結ぶ。

## 事件
2011年4月11日午後6時、マスコウスカヤ線のカストリーチニツカヤ駅にてプラットホームのベンチ下に仕掛けられていた爆発物が爆発。帰宅ラッシュ時で混雑していたさなかの爆発により、最終的に15人が死亡、負傷者204人を出す大惨事となった。犯人は13日に逮捕された。この容疑者は2005年9月にヴィーツェプスクで発生した爆破事件、2008年7月にミンスクで発生した爆破事件も自身の犯行であると自供した。